# Louis Blancard
Pour les articles homonymes, voir Blancard.
Louis Blancard, né le 22 septembre 1831 à Marseille et mort le 26 octobre 1902 à Marseille, est un archiviste et numismate français.

## Biographie
Louis Blancard est le fils de Lazare Joseph Thomas Blancard, marchand d'huile, et de Joséphine Désirée Pauline Barras. Il est issu d'une famille qui avait donné son nom au quartier de la Blancarde. Après des études au Lycée Thiers, il débute très jeune dans une banque où il se familiarise avec les monnaies étrangères. Il poursuit ses études et entre à l'École impériale des chartes et obtient le 5 octobre 1856 le diplôme d'archiviste paléographe avec une thèse sur le Consulat de la mer. Le 23 janvier 1858 il est nommé archiviste départemental des Deux-Sèvres, puis le 25 mai 1858, archiviste départemental des Bouches-du-Rhône, poste qu'il occupera durant 43 ans,.
Son ouvrage le plus connu et toujours cité est sans doute "Iconographie des sceaux et Bulles conservés dans la partie antérieure à 1790 des Archives départementales des Bouches du Rhône", ouvrage publié en 1860 avec le concours du dessinateur Laugier.

## Distinctions
Il est élu membre de l'Académie de Marseille le 18 avril 1861 et en sera le secrétaire perpétuel de 1889 à sa mort survenue en 1902.
- Chevalier de la Légion d'honneur en 1880[5]

## Œuvres
- Louis Blancard, Iconographie des sceaux et bulles conservés dans la partie antérieure à 1790 des Archives départementales des Bouches-du-Rhône : Volume 1, 1860, 287 p.[6]
- Louis Blancard, Essai sur les monnaies de Charles Ier, comte de Provence, Paris, Librairie de J-B. Dumoulin, 1868, 556 p. (OCLC 693447183)
- Louis Blancard, Sur les Notations pondérales des patères d'Avignon et de Bernay, et La Livre Romaine, Tours, Imprimerie Paul Bousrez, 1883, 31 p. (OCLC 458560262)
- Louis Blancard, Documents inédits sur le commerce de Marseille au Moyen Age : contrats commerciaux du XIIIe siècle, Marseille, Typ. et lith. Barlatier-Feissat père et fils, deux volumes : 1884-85, 1022 p. (OCLC 4559752)
- Louis Blancard, Le trésor d'Auriol et les dieux nègres de la Grèce, Aix-en-Provence, Achille Makaire, 1882, 14 p. (OCLC 465369755)
- Louis Blancard, Recueil sur la numismatique grecque romaine et orientale, travaux divers réunis en volume, Marseille, Typographie et lithographie Barlatier, 1904, 412 p. (OCLC 313393751)
- Louis Blancard, Le Chien et le Chat, Fable, Marseille, Typ. et lith. Cayer et Cie, 1876, 3 p.
- Louis Blancard, Le Millarès, Étude sur une monnaie du XIIIe siècle, imitée de l'arabe par les chrétiens pour les besoins de leur commerce en pays maure, 1876[7]